# Форбах (Баден)
Форбах (њем. Forbach) општина је у њемачкој савезној држави Баден-Виртемберг. Једно је од 23 општинска средишта округа Раштат. Према процјени из 2010. у општини је живјело 5.343 становника. Посједује регионалну шифру (AGS) 8216013.

## Географски и демографски подаци
Форбах се налази у савезној држави Баден-Виртемберг у округу Раштат. Општина се налази на надморској висини од 332 метра. Површина општине износи 131,8 km². У самом мјесту је, према процјени из 2010. године, живјело 5.343 становника. Просјечна густина становништва износи 41 становника/km².